# Knut Valdermarsen
Knut ou Knud Valdemarsen (né vers 1205/1211 – mort le 5 octobre 1260) est un fils illégitime du roi Valdemar II de Danemark, qui devient duc d'Estland (c'est-à-dire d'Estonie) ou de Reval en 1219, de Blekinge en 1232 et de Lolland en 1260.

## Biographie
Knut est le fils du roi et de sa maîtresse, Helena Guttormsdotter, veuve d'un noble danois  Esbern Snare et fille de Guttorm, Riksjarl de Suède. Son père lui attribue des domaines en  Estonie avec le titre de duc héréditaire 1219. Il devient donc
duc de Reval en 1219, mais il est dépossédé lorsque les danois sont chassés par les estoniens 1227. Comme compensation, il reçoit  Blekinge en 1232, qu'il conserve jusqu'à sa mort. Knut soutient les jeunes frères rebelles  Abel et Christophe, contre leur frère aîné le roi Éric IV de Danemark en 1246, et est emprisonné au château de Stegeborg. Le roi le contraint à échanger temporairement son fief de  Blekinge contre le Lolland, mais le  Blekinge lui est rapidement restitué.
Knut épouse une fille anonyme du duc Svantepolk de Poméranie orientale qui lui donne laisse deux fils  Éric, duc de Halland (mort en 1304) et Svantepolk Knudsen (1230-1310), seigneur  Viby en Östergötland et une fille putative nommée Cecilia qui est réputée avoir épousé Philippe un membre de la famille des  Folkungar. Le domaine de Knut en Blekinge, est confisqué à son arrière petit-fils Knut Folkason au cours de la décennie 1330  par le roi Magnus VII de Norvège. Les héritiers de Knut continuent néanmoins de réclamer la seigneurie.

## Sources
- (de) Europäische Stammtafeln Vittorio Klostermann, Gmbh Frankfurt am Main, 2004  (ISBN 3-465-03292-6),  Die Könige von Dänemark 1157-1412. Volume III  Tafel 100.
- (en) Philip Line, Kingship and state formation in Sweden, 1130-1290, Leiden, Brill, 2007, 697 p. (ISBN 978-90-04-15578-7 et 90-04-15578-3, lire en ligne).
- (en) Niels Skyum-Nielsen, Danish Medieval History : New Currents, Museum Tusculanum Press, 1981, 258 p. (ISBN 978-87-88073-30-0, lire en ligne), « Estonia under Danish Rule ».